# 退蔵院
退蔵院（たいぞういん）は、京都市右京区花園妙心寺町にある臨済宗妙心寺派の寺院。大本山妙心寺の塔頭。本尊は無因宗因禅師像。初期水墨画の代表作である国宝「瓢鮎図」を所蔵することで知られる。

## 歴史
応永11年（1404年）に越前国の国人・波多野重通（はたのしげみち）が妙心寺3世・無因宗因（むいんそういん）を開山として千本通松原に創建する。後に日峰宗舜により妙心寺山内に移される。
応仁の乱で妙心寺とともに焼失するが、後奈良天皇の帰依が深かった亀年禅愉（きねんぜんゆ）により、慶長2年（1597年）に再興される。

## 境内
- 方丈（本堂、重要文化財） - 内部は通常非公開。内部の襖絵は2022年に絵師・村林由貴が描いたものである。それまでは桃山時代後期の狩野派の絵師・狩野了慶（狩野光信の高弟）による襖絵があったが、老朽化が著しくなったため、村林の絵が今後400年持つようにと最高級の越前和紙や奈良の墨を用いて新たに描かれたものである。
- 玄関（重要文化財）
- 方丈南庭
- 庭園「元信の庭」（国指定史跡・名勝） - 狩野元信の作と伝わる枯山水の優美な庭園。枯滝・蓬莱山・亀島と石橋など多数の庭石が豪快に組まれている。
- 庫裏
- 大書院
- 茶室「囲の席」
- 書院庭園
- 庭園「陰陽の庭」 - 「陰の庭」と「陽の庭」とからなる。
- 庭園「余香苑（よこうえん）」 - 1963年（昭和38年）から3年の月日を費やして造園家の中根金作が作庭した昭和を代表する池泉回遊式庭園で、大刈込みの間から三段落ちの滝が流れ落ち、深山の大滝を見るような風情がある。ひょうたん池を中心としている。水琴窟もある。
- 茶席「大休庵」
- 跳珠亭
- 山門

## 文化財

### 国宝
- 紙本墨画淡彩瓢鮎図

室町水墨画の先駆者・如拙の作。如拙筆の確証がある数少ない作品の一つで、日本の初期水墨画の代表作の一つである。画面上部の序文により、室町幕府4代将軍足利義持の命で制作されたことがわかる。
つるつるの瓢箪でぬるぬるしたナマズ（「鮎」は「ナマズ」の古字）を捕まえるにはどうすればよいかという、およそ不可能な問いかけを図示したものであり、禅の公案を絵画化したものである。現状、紙面の下半に絵があり、上半部には序文に続けて30名の禅僧による賛が書かれているが、当初は座屏（ついたて）の表裏にそれぞれ絵と賛を貼ったものであった。原品は京都国立博物館に寄託され、寺で見られるのは模写である。

### 重要文化財
- 本堂（方丈） 附:玄関、棟札
- 花園天皇宸翰消息
- 後奈良天皇宸翰徽号勅書
- 後奈良天皇宸翰消息

### 国指定史跡・名勝
- 退蔵院庭園（通称：元信の庭）- 1931年（昭和6年）7月31日指定。

## 所在地・アクセス
- 京都市右京区花園妙心寺町35番地
- JR嵯峨野線「花園駅」下車、徒歩
- 京都駅より京都市バス「妙心寺北門前」（約40分）下車、徒歩
- 京福電鉄北野線「妙心寺駅」下車、徒歩